# George Graham (Uhrmacher)

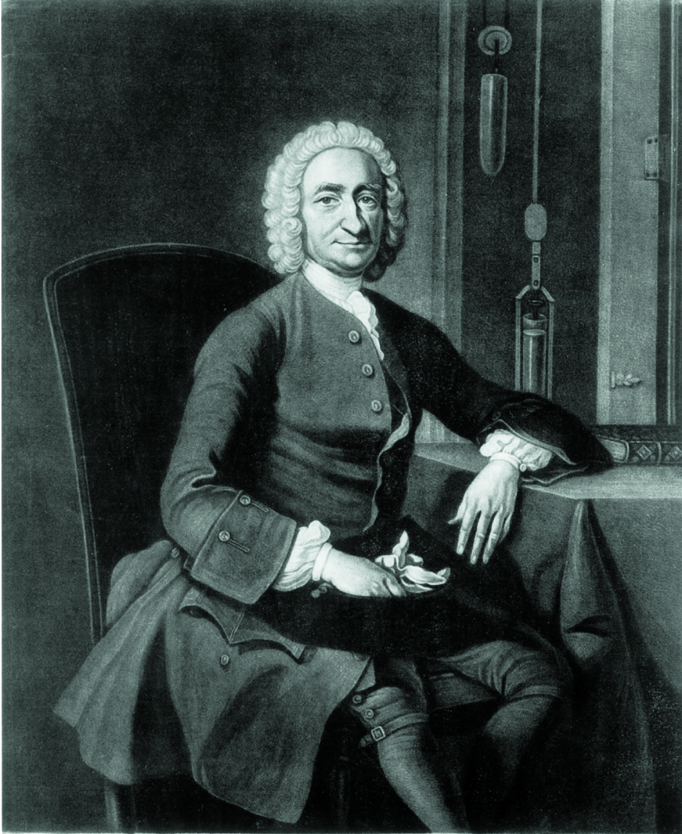
George Graham (1673–1751)

George Graham (* 7. Juli 1673 oder 1675 in Horsgill (dem heutigen Hethersgill?) im parish von Kirklinton, Cumberland, England; † 16. November 1751 in London) war ein englischer Uhrmacher, auf den eine Reihe wichtiger Entwicklungen zurückgeht.

## Leben
Sein Vater hieß ebenfalls George Graham. Nach siebenjähriger Lehrzeit bei Henry Aske in London arbeitete Graham ab 1695 bei Thomas Tompion, dem „Vater der englischen Uhrmacher“, mit dem ihn eine Freundschaft bis zu dessen Tode im Jahr 1713 verband. Graham wurde Teilhaber Tompions und heiratete dessen Nichte Elizabeth. 1695 trat der Worshipful Company of Clockmakers bei und wurde 1722 zum Master ernannt. Graham starb am 16. November 1751 in seinem Haus in der Fleet Street in London. Er wurde im Grab von Tompion in der Westminster Abbey beigesetzt.

## Bemerkenswerte Entwicklungen

Zenit-Teleskop

- 1715: der erste ruhende Ankergang für Pendeluhren, bekannt als Graham-Hemmung
- 1720: Zylinderhemmung auf Basis der von Tompion erfundenen Sautroghemmung
- 1726: Uhrenpendel mit Quecksilber-Ausdehnungsgefäß zur Kompensation des Temperatureinflusses
- 1727: Zenith Teleskop[4], heute im Royal Observatory Greenwich, genutzt von James Bradley > Aberration

## Ehrungen, Sonstiges
1721 wurde er als Mitglied („Fellow“) in die Royal Society aufgenommen.
Graham hatte eine Abneigung gegen Banken und hortete sein Geld in einer Art Tresor. Er verlieh große Geldsummen an Freunde, ohne Zinsen zu verlangen; einer der so Geförderten war der Instrumentenmacher James Harrison.

## Berühmte Schüler
Durch Grahams weitverbreiteten Ruf hatte er viele begabte Mitarbeiter, von denen einige ebenfalls berühmt wurden, unter anderem
- Jonathan Sisson (1690–1749), der sich nach seiner Lehrzeit 1722 selbständig machte und ein gesuchter Konstrukteur von astronomischen und geodätischen Messinstrumenten wurde
- John Bird (1709–1776), zeitweilig auch Teilhaber von Sisson; Navigationsinstrumente und die genauesten Mauerquadranten für über 10 Sternwarten